# Legio X Fretensis
Legio X Fretensis (X Легіон Протоки) — римський легіон.

## Історія
Створений у 42 році до н. е. Октавіаном. У 41 році до н. е. брав участь в Перузійській війні. У 36 році до н. е. долучився до війни проти Секста Помпея. Того ж року відзначився у битвах при Мілах та при Навлосі. За звитягу отримав своє прізвисько та галеру як емблему. Згодом відзначився у захопленні Мессани. Слідом за цим охороняв узбережжя Сицилії. У 31 році до н. е. брав участь у битві при Акціумі, що принесла Октавіану панування у Римській державі. Після цього розташовано в Македонії, біля Амфіполя, де легіонери спорудили міст через Стрімон. У 16 році до н. е. відбив атаку сарматів на Македонію. Після цього розміщено ветеранів поряд з м. Патри.
У 6 році до н.е переведений до Цезареї Марітіми в Юдеї. Згодом переведено до Сирії, де до 14 року н. е. перебував у м. Киррус (Харран). У 14-19 роках на чолі із Мінуцієм Руфом базувався у Пальмірі та Зевгмі (Коммагена). У 37-38 роках на чолі із Луцієм Вітеллієм рушив до кордонів із Парфією, щоб не допустити Артабана II встановити контроль над Великою Вірменією. У 45 році розміщено ветеранів біля Птолемаїди (сучасна Акка).
З 58 до 63 року легіон був у складі армії Гнея Доміція Корбулона, що воював з Парфією. У 66 році відправлено до Олександрії Єгипетської. Звідси імператор Нерон планував вдертися до ефіопських земель. У 67 році перейшов до Птолемаїди (сучасна Акка, Ізраїль). Взимку 68 року повернувся до Цезареї Марітіми, де його очолив Марк Ульпій Траян. Надалі брав участь у придушенні Першого юдейського повстання під орудою Веспасіана, а згодом його сина Тіта. Легіон у 69 році підтримав Веспасіана у боротьбі за владу, проте залишився в Палестині. У 70 році відзначився під час захоплення Єрусалиму. У 71 році — учасник остаточного знищення юдейського спротиву. Легіон підкорив фортеці Іродіон, Махерус, а у 72 році підкорив Масаду. Після цього розташувався у межах зруйнованого Єрусалиму, де створено Колонію Елію Капітоліну. В 74-77 роках брав участь у військовій кампанії із захисту провінції Сирії від парфянського вторгнення.
У 114—116 роках брав участь у війні імператора Траяна проти Парфії. Після цього за імператора Адріана придушував друге та третє юдейські повстання. У 132—136 роках підкорявся Гнею Юлію Северу. Вексилярії легіону були у складі армії Марка Аврелія, що билася проти маркоманів у 166—180 роках. У 193 році підтримав Песценнія Нігера у боротьбі за владу із Септимієм Севером. У 208—211 роках брав участь у британському поході Септимія Севера. Проте за імператорів Каракалли, Макріна та Елагабала легіон залишався в Елії Капітоліні.
За імператора Галлієна окремі підрозділи легіону стояли на кордонах Галлії та Британії. За правління імператора Галлієна відправлено до Галльської імперії. У 359 році обороняв місто Аміда від атаки перського війська під головуванням Шапура II. Під час імператора Діоклетіана легіон відправлено до м. Айла (сучасне м. Акаба, Йорданія). Згідно Notitia Dignitatum легіон перебував у Палестині та підпорядковувався тамтешньому дуксу.